# Гетто в Волынцах
Гетто в Волы́нцах (лето 1941 — 22 февраля 1942) — еврейское гетто, место принудительного переселения евреев деревни Волынцы Верхнедвинского района Витебской области в процессе преследования и уничтожения евреев во время оккупации территории Белоруссии войсками нацистской Германии в период Второй мировой войны.

## Оккупация Волынцов и создание гетто
Значительную часть населения местечка Волынцы перед войной составляли евреи — 38 домов.
К началу войны в Волынцах жили и евреи из Германии. В своё время они бежали в Польшу, а после 17 сентября 1939 года — в БССР.
Польские беженцы 1939 года, бывшие в Волынцах, рассказывали об ужасах немецкой оккупации. Однако эвакуироваться захотели и сумели немногие. А часть из тех, кто рискнул выйти в дальнюю дорогу на восток, вскоре кто был расстрелян немцами с самолётов, а кто был вынужден вернуться.
Из еврейских семей успели уехать с семьями Ялов, Фейгинов, Иоффе, Гор, Свердлов, Акодис, Смирин, Шацман. Но большинство евреев остались.
12 (10) июля 1941 года немецкие войска заняли Волынцы, и оккупация продлилась три года — до 12 июля 1944 года.
Волынцы делились рекой Дрисса, притоком Западной Двины, на две неравные части. Реализуя нацистскую программу уничтожения евреев, немцы создавали гетто почти во всех городах и населённых пунктах Беларуси, где проживало еврейское население. Так и в Волынцах оккупанты организовали ЦЦЦЦ гетто, отведя под него маленькую часть местечка — несколько небольших улиц за Дриссой. Всех евреев согнали туда при помощи полицаев и гетто огородили колючей проволокой.

## Условия в гетто
Всем евреям приказали пришить сзади на одежду белую шестиконечную звезду.
Гетто было оцеплено колючей проволокой, и выходить без разрешения евреям запрещалось, но тщательную охрану оккупанты не выставляли, потому что мало кто решался бежать. Бежать с детьми или со стариками было бессмысленно — зима 1941-42 годов была очень ранней и суровой, и в лесах беглецы сразу погибали от холода. На помощь местных жителей рассчитывать было нельзя — очень редко кто-то помогал евреям, потому что за это со стороны немцев полагался расстрел.

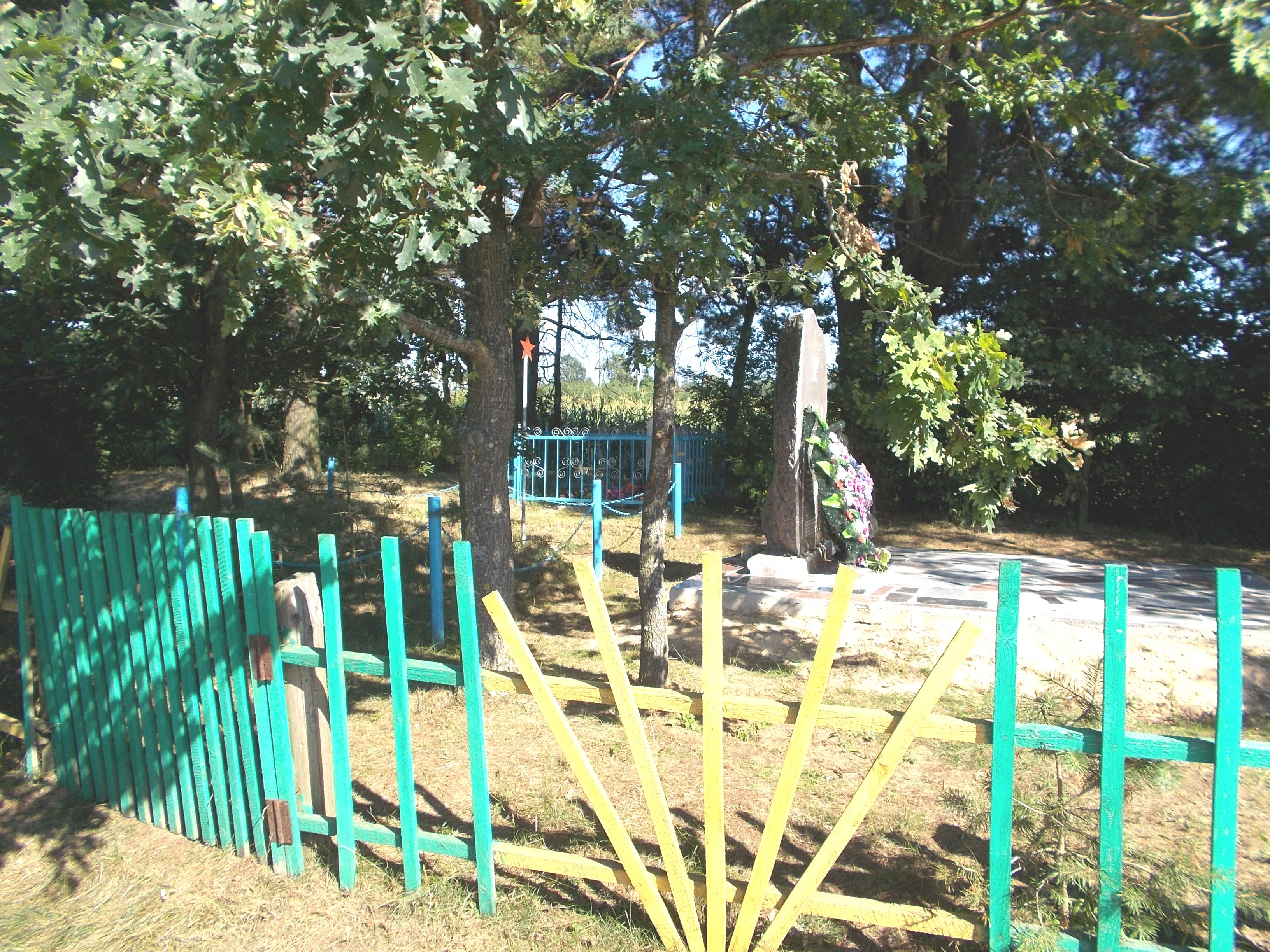
На месте убийства евреев — узников Волынецкого гетто

Узников гоняли на тяжелые принудительные работы в соседнюю деревню Прудинки — в том числе заготавливать дрова и расчищать дороги.
Еды в гетто не было. Некоторые бывшие соседи немного помогали — тайком передавали кто картошину, кто свеклу, но многие евреи болели от голода.

## Уничтожение гетто
Всех ещё живых евреев Волынцов, около 130 (84) человек, убили 22 февраля 1942 года у деревни Ковалевщина в 500 метрах от дороги Прудинки-Волынцы.
На окраине деревни, возле дороги, немцы и полицаи заставили евреев самих выкопать себе длинную глубокую яму. Полицаи, издеваясь над евреями, говорили, что «пришел ваш последний день».
«Акцию» (таким эвфемизмом гитлеровцы называли организованные ими массовые убийства) для устрашения местного населения специально провели в базарный день, в последнее воскресенье февраля, — когда в Волынцы приехало много крестьян из близлежащих деревень. Они видели, что происходит, и слышали выстрелы.
Обреченных людей выстроили в ряд и расстреливали из автоматов. Стоял страшный крик. Убитые падали в яму вместе с раненными.
После расстрела староста ходил по деревне и собирал людей закапывать траншею
Ребёнок Соня Гуревич успела перед расстрелом спрятаться под печь, но потом от страха не выдержала, вылезла и побежала искать родителей. Полицаи её схватили, отвели к траншее и зарезали.

## Случаи спасения
Рива Циркина (16 лет) с братом Леней (12 лет) по настоянию отца бежала из гетто. Отец остался с младшими детьми — и все они были убиты 22 февраля. В деревне Ярмолино Верхнедвинского района Риву с братом приютила и несколько месяцев прятала семья Петровских, хотя у них было восемь детей, и они рисковали их жизнями. После освобождения Беларуси Леня Циркин стал сыном полка, а Рива медсестрой.
В 1998 году Аркадий Петровский, его жена Мария и дочери Александра и Зинаида были удостоены почетного звания «Праведник народов мира» от израильского мемориального института «Яд ва-Шем» «в знак глубочайшей признательности за помощь, оказанную еврейскому народу в годы Второй мировой войны». Родители были награждены медалями посмертно.

## Память

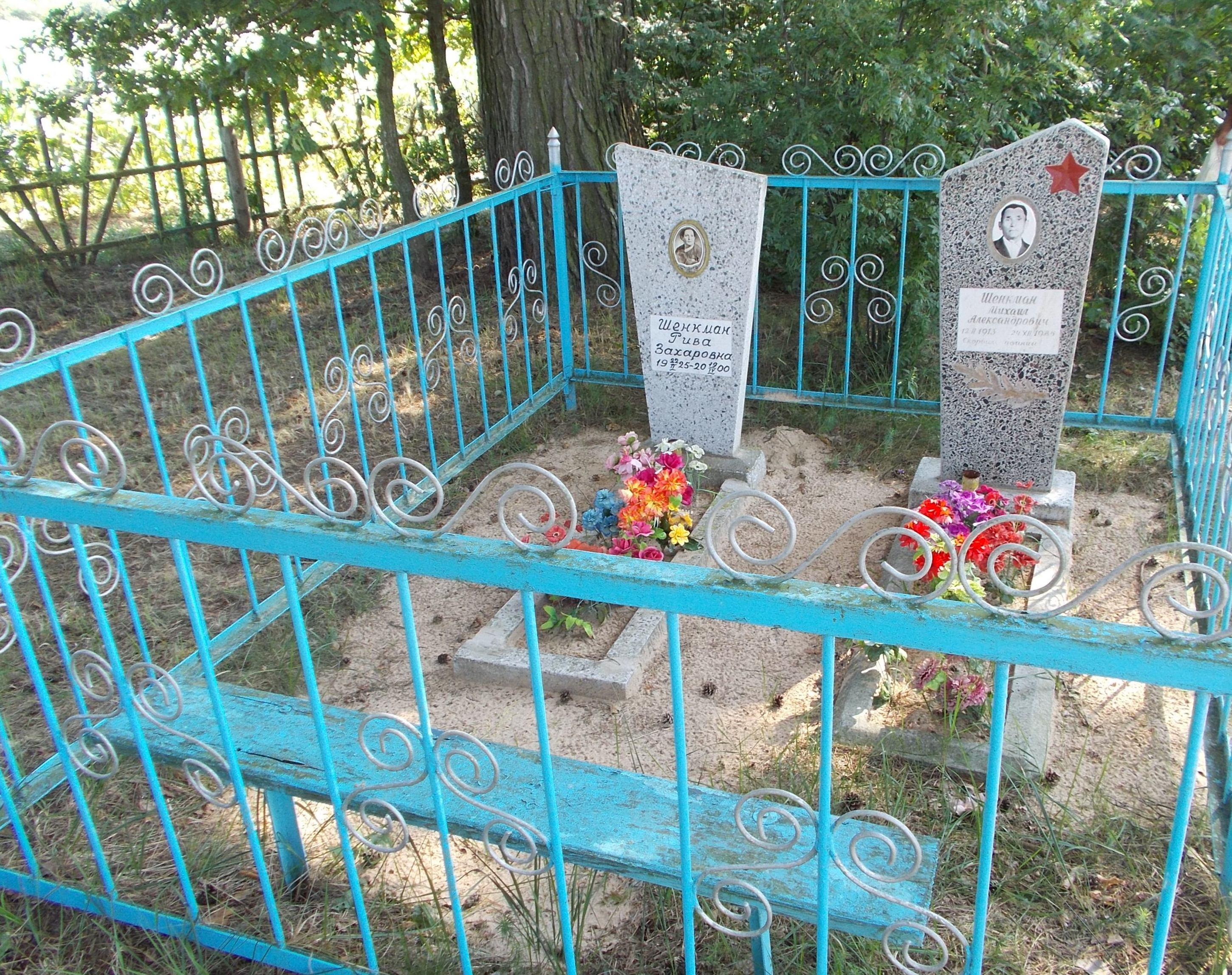
Могила супругов Шенкман — Ривы (в девичестве Циркина) и Михаила

После войны в местечко вернулось несколько еврейских семей.
В 1991 году жительница Волынцов Мария Егоровна Булавская по памяти составила список жертвы геноцида евреев в местечке — около 40 фамилий, но полного списка нет.
В Волынцах на братской могиле убитых во время Катастрофы евреев был установлен памятник с надписью: «Жертвам фашизма февраля 1942 года». В 2013 году на месте старого памятника был установлен новый, с надписями на трёх языках — белорусском, английском и иврите.
Рядом с памятником находится могила супругов Шенкман — Ривы (в девичестве Циркина) и Михаила. После войны спасшаяся из Волынецкого гетто Рива Циркина вышла замуж за бывшего партизана Михаила Шенкмана, у которого немцы расстреляли жену и двоих детей. Рива и Михаил завещали похоронить их рядом с жертвами гетто.